# 快打旋風：重生
《快打旋風：重生》是一系列英國電視網絡劇，由導演、武術指導、編劇、演員和武術家喬伊·安薩、演員、編劇和武術家所創作。改編自卡普空於1987年推出的電子遊戲系列「快打旋風系列」。
該系列於2016年3月15日至2016年4月5日間在Machinima.com獨家的威訊平台go90，並於2016年12月19日在Machinima網站上釋出。

## 劇情
故事設定於《快打旋風：暗殺拳》的十年後（同時也引用了《街頭霸王V》的故事）。敘述走上各自道路隆和肯遇上了武術女孩蘿拉·松田及神秘人查理·納許，為此加入了某種阻止邪惡陰謀的行動中。

## 演員
- 克里斯汀·霍華（英语：Christian Howard (actor)） 飾 肯·馬斯特斯（英语：Ken Masters）[4]
- 麥克·漠（英语：Mike Moh） 飾 隆[5]
- 娜塔莎·霍普金斯 飾 蘿拉·松田（Laura Matsuda）
- 阿藍·姆斯 飾 查理·納許（英语：Charlie (Street Fighter)）[4][6]
- 艾米·奧莉維亞·貝爾 飾 柯琳（Kolin）
- 西爾奧維·希馬茲 飾 M·拜森（英语：M. Bison）

## 集數
| 整體集數 | 該季集數 | 標題             | 導演      | 編劇      | 首播日期                                        |
| -------- | -------- | ---------------- | --------- | --------- | ----------------------------------------------- |
| 1        | 1        | New Challenger   | 喬伊·安薩 | 喬伊·安薩 | 2016年3月15日（go90） 2016年12月19日（YouTube） |
| 2        | 2        | Fight & Flight   | 喬伊·安薩 | 喬伊·安薩 | 2016年3月22日                                   |
| 3        | 3        | Mission Critical | 喬伊·安薩 | 喬伊·安薩 | 2016年3月29日                                   |
| 4        | 4        | Countdown        | 喬伊·安薩 | 喬伊·安薩 | 2016年4月5日                                    |

## 外部連結
- 互联网电影数据库（IMDb）上《快打旋風：重生》的资料（英文）